# Adolf Geßner
Adolf Geßner (alemany: Adolf Gessner)  (Bingen am Rhein, 26 de novembre de 1864 - Oppenau, 20 de juny de 1919) fou un organista i compositor alemany.
Va escriure nombroses obres per a orgue, destacant entre elles dos Te Deum amb orquestra i diversos Motets.